# ジエチルアミン
ジエチルアミン (diethylamine) は、有機化合物の一種で、第二級アミンである。

## 性状
無色でアミン臭を持つ可燃性の液体。水やエタノールと自由に混和し、強塩基性を示す。
ジエチルアミンは腐食性を持ち、皮膚に触れるとひりひりしたり化学火傷を起こしたりすることがある。
日本では消防法により危険物第4類の引火性液体（第1石油類　水溶性液体）に分類されている。

## 製法
ジエチルアミンは、工業的にはアセトアルデヒドまたはエチルアルコールと、アンモニアおよび水素の反応で製造される。エチルアミンやトリエチルアミンとともに生成する。

## 用途
ジエチルアミンの主な使用用途は、医薬品、界面活性剤、ゴム、除草剤、塗料等の製造である。